# 漯底
漯底，是臺灣高雄市彌陀區的一個傳統地域名稱，位於該區南部。相較於今日行政區，其範圍大致包括南寮里不含北部西側凸出部分的北部邊界地帶中段、漯底里不含西部凸出部分的西北側邊界地帶及東北端、彌陀里西南部不含其西側邊界地帶、海尾里東部邊界地帶南段。
本地區境內主要聚落為頂漯底、下漯底、知高藔、新庄，設有南安國小、彌陀漁港。

## 歷史
台灣日治初期，漯底地區為一街庄，稱為「漯底庄」（舊制街庄），隸屬於仁壽上里。該庄昔日西北與海尾庄為鄰，東北與彌陀港庄為鄰，東南邊為梓官庄、大舍甲庄、赤崁庄，西南邊臨台灣海峽。
1901年（日治明治三十四年）11月11日，全台廢縣廳改設二十廳，該庄隸屬於鳳山廳。1904年（明治三十七年）5月3日，該庄編入「彌陀港區」，隸屬於鳳山廳。1909年（明治四十二年）10月25日，全台合併二十廳為十二廳，彌陀港區改隸屬於臺南廳。1920年（大正九年）10月1日，全台地方制度大改正，廢十二廳改設五州二廳，該庄改制為「漯底」大字，隸屬於高雄州岡山郡彌陀庄（新制街庄）。
戰後彌陀庄改制為彌陀鄉，隸屬於高雄縣，大字亦改制為村。1950年（民國39年）3月1日，彌陀鄉拆分出永安鄉，本地區仍隸屬於彌陀鄉。同年10月1日，高、屏分治，彌陀鄉仍隸屬於高雄縣。1951年（民國40年）4月20日，彌陀鄉再拆分出梓官鄉，本地區仍隸屬於彌陀鄉。2010年（民國99年）12月25日，高雄縣、市合併為直轄高雄市，彌陀鄉改制為彌陀區，村亦改制為里。

## 聚落
本地區發展較早的聚落為頂漯底、下漯底、知高藔，在日治初期的官方地圖上已有記載。另外，本地區尚有新庄聚落。

## 交通
區道高23線是彌陀至典寶的道路，經過本地區的頂漯底、新庄等聚落。
區道高26線是南寮至石潭的道路，其西側端點（起點）位於本地區西部的知高藔聚落，由此向東蜿蜒而行，會經過本地區的下漯底聚落、頂漯底聚落南側。

## 學校
- 南安國小

## 產業
- 彌陀漁港

## 公務機關
- 彌陀漁港安檢所